# Yingfengqiao (köpinghuvudort i Kina, Hunan Sheng, lat 28,66, long 112,26)
Yingfengqiao (kinesiska: 迎风桥, 迎风桥镇) är en köpinghuvudort i Kina. Den ligger i provinsen Hunan, i den södra delen av landet, omkring 86 kilometer nordväst om provinshuvudstaden Changsha. Antalet invånare är 40 403. Befolkningen består av 19 579 kvinnor och 20 824 män. Barn under 15 år utgör 13,0 %, vuxna 15-64 år 77 %, och äldre över 65 år 8,0 %.
Runt Yingfengqiao är det tätbefolkat, med 683 invånare per kvadratkilometer. Närmaste större samhälle är Damatou, 8,6 km sydost om Yingfengqiao. Trakten runt Yingfengqiao består till största delen av jordbruksmark.
Genomsnittlig årsnederbörd är 1 680 millimeter. Den regnigaste månaden är maj, med i genomsnitt 312 mm nederbörd, och den torraste är december, med 46 mm nederbörd.